# Erdnähe

Bahn eines Himmelskörpers (HK), der die Erde (B) auf einer elliptischen Umlaufbahn umkreist.
P: Erdnähe (Perigäum)
A: Erdferne (Apogäum)

Die Erdnähe oder das Perigäum [peʀiˈɡɛːʊm] eines Himmelskörpers ist der Punkt seiner Bahn, der der Erde am nächsten liegt, oder der Zeitpunkt, an dem dieser Punkt erreicht wird, oder die Distanz, die an diesem Punkt vorliegt. Der erdfernste Punkt der Bahn wird analog Erdferne oder Apogäum genannt.
Je nach Fachgebiet werden die Distanzen unterschiedlich angegeben:
- In der Astronomie bezeichnet die Perigäumsdistanz die Distanz vom Mittelpunkt des Körpers zum Erdmittelpunkt. Sie ist relevant für Bahnberechnungen.
- In der Raumfahrt hingegen ist für erdnahe Satelliten die Bahnhöhe über der Erdoberfläche die entscheidende Größe: die Bahnhöhe im Perigäum, also die Perigäumshöhe, wird dabei häufig selbst als Perigäum bezeichnet.[1][2] Entsprechend wird die Bahnhöhe im Apogäum, also die Apogäumshöhe, kurz Apogäum genannt.[3]

Die Begriffe „Erdnähe“ und „Erdferne“ werden nicht nur bei Objekten verwendet, die die Erde umkreisen, sondern auch bei Objekten im Sonnensystem, die die Sonne umkreisen. Auch hier gibt es Punkte ihrer Bahn, sowie die dazugehörigen Zeitpunkte und Distanzen, an denen ihr Abstand zur Erde minimal oder maximal ist.

## Körper, die die Erde umkreisen
Bei Körpern, die die Erde umkreisen, sind Erdnähe und Erdferne durch die beiden Apsiden (Scheitelpunkte) der Umlaufbahn angegeben.

### Mond

Bahn des Mondes um die Erde, angenähert als Ellipse. Der Mond ist in Erdnähe eingezeichnet (rechts). Mond und Erde kreisen beide um den Erde-Mond-Schwerpunkt, der sich in einem der beiden Brennpunkte (rot) der Ellipse befindet.

Die Mondbahn ist in ihren Details kompliziert, aber sie kann in erster Näherung als Ellipse betrachtet werden. Ihr Peri- und Apogäum unterscheiden sich um über 13 Prozent (Exzentrizität 0,055). Die große Halbachse der Bahn misst 384.405 km, die Erdentfernung variiert zwischen (im Durchschnitt) 356.410 und 406.740 km im Rhythmus des anomalistischen Monats.
Dadurch variiert die scheinbare Größe der Mondscheibe. Fallen Vollmond und Perigäum (Erdnähe) zusammen, so wird wegen der scheinbaren Größenzunahme in einigen Medien vom Supervollmond gesprochen. Die Erdentfernung des Mondes ist auch entscheidend für die Art einer Sonnenfinsternis: Fällt der Finsternistermin zur Erdnähe, so ist der Mond relativ groß und die Finsternis vollständig, bei Erdferne aber nur ringförmig.

Animation einer Lunation. Neben Erdnähe und -ferne sind auch die Mondphasen sowie die Libration als „Torkeln“ zu erkennen.
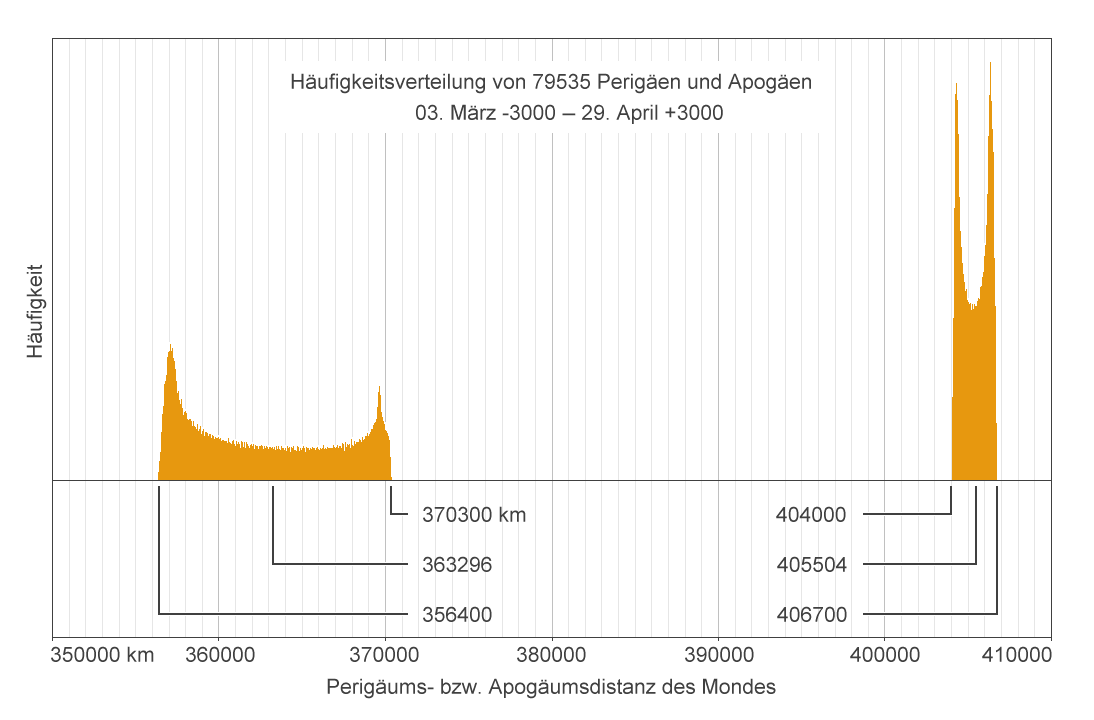
Die Distanz der Perigäen und Apogäen schwankt entsprechend einer Häufigkeitsverteilung.

In der Astrologie wird der erdfernste Punkt der Mondbahn (Apogäum) seit dem 20. Jahrhundert gelegentlich wie ein Planet behandelt und als solcher mit Lilith bezeichnet.

### Raumfahrzeuge
Satelliten werden bei großem Verhältnis von mittlerem Bahnradius zu Erdnähe (große Exzentrizität) als Highly-Elliptical-Orbit-Satellit (HEO) bezeichnet.

## Körper, die die Sonne umkreisen
Bei Körpern, die nicht die Erde, sondern die Sonne umkreisen, sind Erdnähe und Erdferne im Allgemeinen andere Punkte als die Apsiden der Umlaufbahn; Erdnähe und Erdferne können noch dazu bei jedem Umlauf anders liegen.

### Planeten

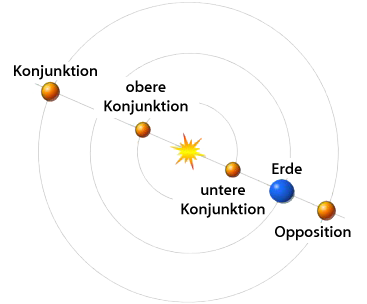
Konjunktionen und Opposition

Bei unteren Planeten (Planeten innerhalb der Erdbahn, d. h. Merkur und Venus) ist Erdnähe nahe der unteren Konjunktion und Erdferne nahe der oberen Konjunktion. Die Planeten stehen in beiden Fällen, von der Erde aus gesehen, sehr nahe bei der Sonne: davor bzw. dahinter. Die Ereignisse wiederholen sich entsprechend der synodischen Periode etwa alle vier Monate (Merkur) bzw. alle anderthalb Jahre (Venus).
Bei oberen Planeten ist Erdnähe nahe der Opposition und Erdferne nahe der Konjunktion. Die synodische Periode der oberen Planeten beträgt etwa zwei Jahre (Mars) bzw. etwa ein Jahr (äußerste Planeten). Die oberen Planeten werden in Erdnähe rückläufig (Planetenschleife).

### Kometen

Umlaufbahn eines Kometen (rot) und der Erde (blau)

Bei Kometen kann die Erdnähe nahe dem Perihel liegen, bei sehr schlanken Bahnellipsen aber auch einige Wochen bis Monate vor- oder nachher. Die genaue Situation hängt von der Bahnneigung gegen die Ekliptik und vor allem von der Stellung der Erde zum Perigäum ab. So lagen diese zwei Zeitpunkte bei der Sonnennähe des Kometen C/2004 Q2 (Machholz) im Jahr 2004/2005 (Umlaufzeit 120.000 Jahre) etwa 20 Tage auseinander, und die zwei Distanzen betrugen 0,347 bzw. 1,205087 Astronomische Einheiten (AE).

### Asteroiden
Asteroiden mit einer Erdnähe kleiner als der Radius der Mondbahn bezeichnet man als Mondbahnkreuzer. Ihre Beobachtung und Kartierung ist ein wichtiges Projekt: Eine Erdnähe von weniger als einem Erdradius würde einen Impakt (Einschlag auf der Erdoberfläche) bedeuten.